# Francesco Basili
Francesco Basili (Loreto, les Marques, 31 de gener de 1767 - Roma, 25 de maig de 1850) fou un compositor italià.
Fill d'Andrea Basili, que acabà els estudis musicals a Roma sota la direcció del savi G. Jannacconi. De molt jove fou nomenat mestre de capella a Foligno, el 1827 era director del Conservatori de Milà i després d'una sèrie de peripècies en la seva vida fou cridat el 1837 pel capítol de Sant Pere del Vaticà per a succeir a Fioravanti com a mestre de capella d'aquesta església, càrrec en el va romandre fins a la seva mort.
Deixà un prodigiós nombre de composicions de música, tant profana com religiosa, entre les que descollen les òperes La bella incognita, La locandiera, Achille nell' assedio di Troya, Il retorno de Ulysse, Antigona, etc.,: l'oratori Sansone, i un Rèquiem executat a Roma el 1816.
Les simfonies de Basili, escrites amb l'estil de Haydn, assoliren gran èxit a Brussel·les. Basili fou l'últim mestre de capella que va pretendre restaurar les tradicions de la música religiosa en la seva pàtria.